# José Ramón de Loayza Pacheco
José Ramón de Loayza Pacheco (La Paz, Imperio español; 26 de julio de 1751 - La Paz, Bolivia; 8 de noviembre de 1839) fue un militar y político boliviano que ejerció como vicepresidente del país en el gobierno de Pedro Blanco Soto (del 18 al 31 de diciembre de 1828) se encargó del Ejecutivo hasta la asunción de Blanco. Declaró la independencia del departamento de La Paz en septiembre de 1828, bajo el nombre de República del Alto Perú, reclamando el resto del territorio del país, esto con el fin de anexar el territorio boliviano a la República del Perú, con el apoyo de Agustín Gamarra y con la ayuda de Blanco.

## Biografía
José Ramón de Loayza nació el 26 de julio de 1751 en la ciudad de La Paz del virreinato del Perú. Fue hijo de Miguel Loayza y de María Gertrudis Pacheco Salgado. La familia Loayza se había establecido en la ciudad de La Paz en 1702 con la llegada del capitán limeño Juan de Loayza, éste descendía de Alonso de Loayza y García, un conquistador español que había llegado al Perú en 1536.
El año 1781, con motivo de la sublevación indígena, José Ramón de Loayza fue nombrado capitán de la compañía de fusileros, después comandante para la defensa de la provincia de Yungas, se fortificó en Irupana, resistiendo a los sublevados y soportando toda clase de privaciones, hasta su pacificación.
Desde 1806 era regidor del ayuntamiento, obtuvo después la vara de alcalde provincial en 1804. En la noche del 16 de julio de 1809, cuando el pueblo se había apoderado del cuartel y pedido cabildo abierto, Loayza ocupó su puesto como vara mayor del cabildo así como en los demás acuerdos que tuvo ese cuerpo y se enfrentó a los rebeldes. José Ascarrunz refiere que, en unión a otros, estuvo a las órdenes de Loayza para aprehender en una noche que estuvieran descuidados a los principales cabecillas de la revolución, Pedro Domingo Murillo, Indaburu, Medina, y entregar el mando al cabildo en virtud de la orden virreinaticia.
Fue elegido alcalde de la ciudad de La Paz el año 1810, contribuyó a la construcción de la cárcel pública, fundó a su costa el hospital de mujeres, lo propio hizo en la ciudad de Cochabamba. El 16 de noviembre de 1811 suscribió el acta de subordinación a la Junta de Buenos Aires, años después emigró a Chile. Regresó a Alto Perú después de la batalla de Ayacucho de 1824.
Fundado la República de Bolívar en agosto de 1825, renombrado como Bolivia en octubre, fue ascendió al grado de coronel en 1826 en el gobierno de Antonio José de Sucre y fue nombrado prefecto del departamento de La Paz en 1828, durante el gobierno provisional de José María Pérez de Urdininea. En ese mismo año se dio la primera invasión peruana a Bolivia, encabezada por Agustín Gamarra.
Durante la invasión del general Gamarra al suelo boliviano, Loayza se adhirió a este y a su política para con Bolivia.
Retirado Gamarra mediante el Tratado de Piquiza, el coronel Loayza, sugestionado por Gamarra, encabezó una conspiración en La Paz junto a sus parciales, como el Dr. José Severo Malabia y el comandante Luis Castro. A inicios de agosto se dio la sublevación, Loayza se encaminó a la prefectura y depuso al entonces prefecto Baltazar Alquiza, asumió las riendas del poder local bajo el título de «presidente y comandante general» e independizó el departamento de La Paz bajo el nombre de «República del Alto Perú», demostrando así su fidelidad a su propósito de eliminar las huellas grancolombianas, rechazando a los bolivarianos con el retorno de la denominación de Alto Perú, y también dictando un código o estatuto provisional para el régimen de gobierno del nuevo Estado que revivía el sistema español.
Ofreció premios y recompensas a todos los que fuesen a enlistarse en sus filas, formando así un ejército regular compuesto por 300 hombres, del cual se proclamó general en jefe y nombró como su segundo comandante a Castro. Los individuos que se opusieron a la revolución fueron apresados y conducidos al Perú para las filas del ejército de Gamarra, quien ejerció hostilidades sobre ellos. Todo lo ejecutado por el peruanista Loayza en La Paz, serviría como base de los planes de Gamarra, quien pretendía anexar el territorio paceño al Perú, y luego hacer lo propio con resto del territorio boliviano.
Las noticias de la sublevación de Loayza en La Paz llegó rápidamente a los oídos del entonces vicepresidente que era también el encargado de la administración del Estado, el general José Miguel de Velasco, quien no logró acudir a pacificar la zona por los disturbios en la ciudad de Chuquisaca ocasionados por la invasión de Gamarra. Salió de Chuquisaca a inicios de septiembre y marchó precipitadamente a La Paz a la cabeza del Batallón La Paz 1.º de Bolivia y acompañado del ministro del Interior y Relaciones Exteriores, el Dr. Casimiro Olañeta. Una vez en La Paz, se mandó a Olañeta a entrevistarse con Loayza, para que este abandone sus planes para con La Paz y que no obedezca al peruano Gamarra, otorgándole de antemano a Loayza el grado de general de brigada. Logrando Velasco sus objetivos con Loayza, ocultando el delito de sedición, nombró a este, prefecto del departamento de Chuquisaca.

## Vicepresidente de la República
Convulsionada la nación por influencia del mariscal Gamarra, quien, confabulado con Pedro Blanco Soto, instigó la revuelta en La Paz que protagonizó el coronel Ramón de Loayza, quien tenía los mismos ideales de Gamarra y Blanco, logrando proclamar la independencia de este departamento bajo el nombre del República del Alto Perú, Loayza se hizo cargo de ella y reclamó el resto del territorio boliviano.
Tras dejar el mando de la república José Miguel de Velasco, al Congreso General Constituyente para que realice las elecciones de mandatarios, el congreso estando compuesto en su mayoría por partidarios del caudillo peruano, se reunieron en el La Plata (hoy Sucre), se dio la Asamblea Convencional, el 16 de diciembre de 1828. La Convención nombró presidente de Bolivia a Pedro Blanco Soto y vicepresidente de Bolivia a José Ramón Loayza el 18 de diciembre, ocupó la presidencia interinamente hasta la llegada del nuevo presidente, llegando el 26 de diciembre. Pero el general Blanco Soto apenas gobernó el país por 5 días, pues fueron descubierto sus planes y fue apresado el día 31, fue asesinado el 1 de enero de 1829, en el Convento de la Recoleta por los coroneles José Ballivián Segurola, Mariano Armaza y Manuel Vera. Loayza fue tomado preso en su mismo despacho y fue destituido del cargo vicepresidencial.
Loayza fue el primer vicepresidente de Bolivia, también fue el vicepresidente que accedió al cargo a más edad, pues tenía 77 años cuando accedió al cargo. Posteriormente fue diputado a la Constituyente de 1831. Se encastilló en su finca de Macamaca, propiedad que legó al hospital de mujeres y obsequió a los padres recoletos la casa que estaba edificando para asilo de huérfanos.
José Ramón de Loayza Pacheco falleció en su finca el 8 de noviembre de 1839.

## Vida Personal
Según el historiador Aranzaes, Loayza estuvo casado con la paceña Magdalena Arescurenga. El matrimonio tuvo una hija de nombre Ana María, Loayza la llevó a Buenos Aires para dejarla al cuidado de las monjas del Monasterio de Santa Catalina de Siena, algún tiempo después se supo que Ana María huyó de ese lugar para casarse con Juan Sanjinés y Calderón de la Barca. La relación entre padre e hija jamás se recuperó.
Loayza quedó viudo y volvió a contraer matrimonio, esta vez con María Eusebia de Tellería, miembro de una importante familia de la época. El matrimonio no tuvo descendencia y terminó en escándalo cuando Loayza solicitó el divorcio el 10 de junio de 1811 acusando a su esposa de adulterio.